# Isla de Menorca (vino)
Isla de Menorca (en catalán, Illa de Menorca) es una indicación geográfica protegida, utilizada para designar los vinos de la tierra procedentes de las zonas vinícolas de Menorca. Son vinos elaborados con las variedades blancas, Chardonnay, Macabeo, Malvasía, Moscatel, Parellada y Moll, y con las variedades tintas Cabernet Sauvignon, Merlot, Monastrell, Syrah y Tempranillo.
La isla de Menorca da nombre a los vinos de la tierra producidos con uva de esta área geográfica. 

## Historia
No hay duda de la calidad y el buen nombre del vino de la isla de Menorca. Muchas son las antiguas referencias de este vino, pero tal vez una de las más significativas fue con motivo del pacto de vasallaje del año 1231, en que las autoridades musulmanas obsequiaron con vino a los embajadores del Rey Jaime I. 
A partir de la ocupación de la isla por Gran Bretaña, en el año 1708, tuvo lugar un importante incremento de la población. Este hecho sumado a que las naves inglesas realizaban su aprovisionamiento en el puerto de Mahón determinó un fuerte aumento de la producción de vino y de la extensión del cultivo de la viña, a pesar de estar sujeto a un elevado impuesto, de ello existen referencias en el libro Historia de Menorca, del ingeniero inglés Armstrong. A lo largo del siglo XVIII la producción fue en aumento, incluso se realizaron exportaciones de vino de la isla. 
Riudavets en su Historia de l'Illa de Menorca da constancia de la importancia de la viña en el siglo XIX, cuantificando en 1817 unas 1500 ha. 
Especial mención merecen las formas y medidas para el comercio del vino en la isla de Menorca, siendo numerosas las citas que hacen referencia a que el vino se guardaba en botes (botas), migbocois, bocois y botes congrenyades de madera de roble o de castaño. La principal medida con que se vendía el vino era el mig quarter (3,5 L): 2 de estos equivalían a un quarter (7 L), 2 quarters equivalían a una gerra, 5 quarters equivalían a un barral, 20 quarters equivalían a una càrrega. El mig quarter y el quarter estaban forrados de esparto, o con un entramado de caña agrietada. 
En el siglo XIX se inició un proceso de recesión de la producción de vino en la isla de Menorca, siendo las principales causas: el final de la ocupación de Gran Bretaña y las enfermedades de las cepas. El final de la ocupación británica determinó la emigración de un importante número de persones y la reducción del comercio marítimo por el puerto de Mahón, lo que determinó la disminución del consumo. Por otro lado las enfermedades de la viña, en particular la filoxera, afectaron muy negativamente la producción. A pesar de ello, a finales del siglo XIX, de acuerdo con los datos citados por el Archiduque Lluís Salvador, la viticultura era una actividad importante. 
No cabe duda de la aptitud de la isla de Menorca para el cultivo de la vid, dejando constancia de ello, en el año 1909, Pedro Mir en su artículo El porvenir de la Agricultura en Menorca publicado en la Revista de Menorca. 
A principios del siglo XX la producción de vino se destinaba principalmente al autoconsumo, hasta que en los años 80 en Mercadal se inició un proyecto vitivinícola moderno, con cepas especialmente seleccionadas y con una nueva tecnología vinícola.

## Marco geoclimático
La isla de Menorca se caracteriza por una orografía muy suave. Predominan los suelos profundos pardos calizos, de textura franca y/o arcillosa, formados sobre un substrato litológico complejo, integrado por rocas calizas, areniscas y pizarras.
La isla se caracteriza por su clima mediterráneo, con precipitaciones (más de 600 mm/año) de otoño a primavera y veranos secos, con temperaturas medias entre 13 y 20 °C. Destacan los vientos de dirección norte, intensos y frecuentes durante los meses de invierno. 

## Variedades de uva
Los vinos designados con la mención "vino de la tierra Isla de Menorca" deben proceder exclusivamente de uva de las variedades siguientes: 
- Negras: Cabernet sauvignon, Merlot, Monastrell, Tempranillo y Syrah.
- Blancas: Chardonnay, Macabeo, Malvasia, Moscatel, Parellada y Moll.

## Características de los vinos
Los vinos tintos de merlot y cabernet sauvignon son los más representativos de la comarca. Son vinos de color cereza brillante. Destacan los aromas de frutas rojas y especias. En boca son vinos redondos, de dimensión media, bien estructurados y equilibrados. 
En relación con los vinos blancos cabe mencionar dos monovarietales:
- Los de chardonnay, elaborados en la zona de San Luis, antigua zona vitivinícola durante el siglo XVIII, que se caracterizan por tener los aromas característicos de la variedad (plátano, piña tropical) acompañados de notas de frutos secos como higo y albaricoque. Además, se trata de vinos amplios pero frescos, ya que no han pasado por barrica de roble.
- Los de malvasía, elaborados con uvas sembradas en el parque natural de la Albufera del Grau. Son vinos de color amarillo pálido brillante. Se caracterizan por su gran caudal aromático, destacan los aromas vegetales (hierba recién cortada) y florales (flores blancas). En boca son vinos frescos, secos y de elevada intensidad y duración.

## Bodegas
- Bodegas Binifadet www.binifadet.com
- Bodegas Menorquinas Crispin Mariano
- Hort de Sant Patrici
- Vi de S'Illa S.L.
- Vinya Sa Cudia www.vinyasacudia.com
- Celler Solano de Menorca - Sa Forana - www.saforana.com
- Vinyes Binitord de Menorca - Binitord - www.binitord.com